# Be My Lover
Be My Lover is een nummer van de Duits-Amerikaanse eurodancegroep La Bouche uit 1995. Het is de tweede single van hun debuutalbum Sweet Dreams.

## Achtergrond
Het nummer werd in september 1994 opgenomen en kwam uit op 3 maart 1995.
Typerend aan het nummer is onder meer het aan het eind van elk couplet een aantal keer na elkaar herhaalde "La da da dee da da da dah...", waar het nummer bovendien mee begint.
Het nummer was een stuk succesvoller dan voorganger Sweet Dreams. Be My Lover werd wereldwijd een grote danshit. In verschillende Europese landen waaronder Duitsland behaalde het de nummer 1-positie, en in de Amerikaanse Billboard Hot 100 de 6e. In de Nederlandse Top 40 wist het nummer de 2e positie te bereiken, en in de Vlaamse Ultratop 50 de 6e.
In 2023 brachten David Guetta en Hypaton een bewerking uit van het nummer, onder dezelfde titel.